# ピットウォーター・カウンシル
ピットウォーター・カウンシル（Pittwater Council）は、オーストラリア・ニューサウスウェールズ州の地方公共団体。

## 概要

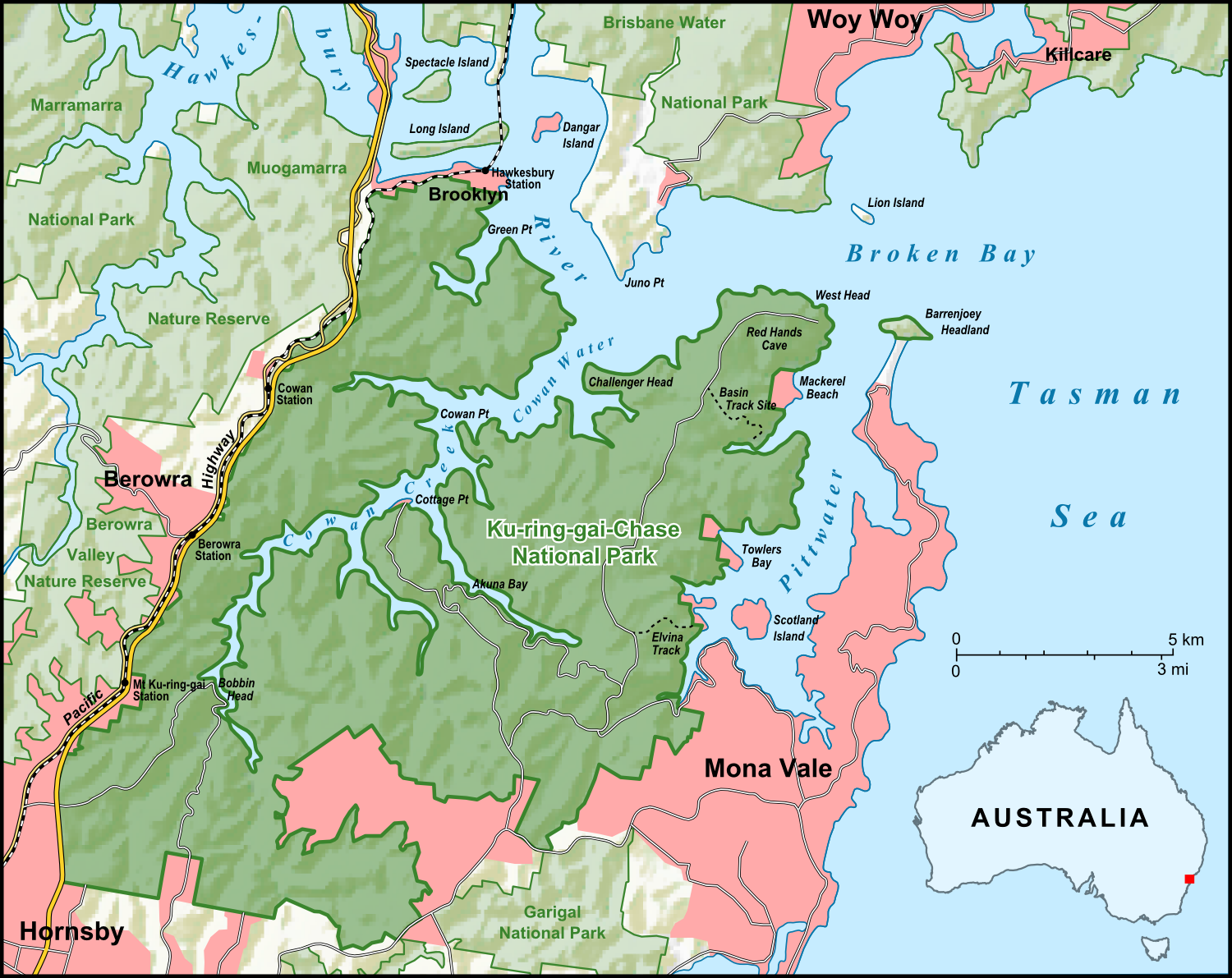
緑色がクー＝リン＝ガイ・チェイス国立公園

ピットウォーター・カウンシルの市役所が設けられているモナ・ヴェイルホーンズビーはシドニー中心業務地区（CBD）から北28キロメートルに位置している。市の東部は、タスマン海に面し、多くのビーチが点在する。ホークスベリー川の河口部・南岸に位置し、対岸のシティ・オブ・ゴスフォードのブッカー・ベイとはフェリーで、パーム・ビーチから連絡しているが、陸路では接続していない。陸路で接続しているのは、南のワーリンガー・カウンシルのみである。
市の西部の大部分は、クー＝リン＝ガイ・チェイス国立公園として保護されている。クー＝リン＝ガイ・チェイス国立公園は、西に隣接するホーンズビー・シャーにまたがる。

## 歴史
ヨーロッパ人が上陸する以前は、クーリンガイ人（Kuringgai）と呼ばれるアボリジニが数千年にわたって居住していた地域である。しかし、1788年に、ヨーロッパ人が上陸するやいなや、あっという間に、ヨーロッパ人がアボリジニの土地を占有した。この地域では主に、建材や燃料といった森林伐採、のちには、シドニーの食料基地へと変貌した。カウンシルのピットウォーターの名前は、イギリス本国の総理大臣小ピットにちなんで名づけられた湾である。
ピットウォーターは、長い間、陸の孤島であり続け、主な輸送手段は船に依存していた。中心となる港は、ニューポートであった。マンリーからタスマン海に沿って、道路が少しずつ建設され、1880年代の始めに、ナラビーン湖に橋がかかった。シドニーから、馬車で旅をしてきた旅人は、モナ・ヴェイルで一泊した後に、ピットウォーター・カウンシルの各地へと旅を続けた地域であった。
1932年のハーバーブリッジの開通によって、シドニーとの交通の便が格段によくなり、シドニーのベッドタウンとなっていった。

## 構成サバーブ
ピットウォーター・カウンシルは、以下のサバーブで構成されている。記事の理解のため、議会の3つの選挙区に基づいて、サバーブを分類している。なお、議会の選挙区とサバーブの境目は必ずしも一致しない。また、クー＝リン＝ガイ・チェイス国立公園は、どこのサバーブにも属さない（おおよそ北部選挙区、中部選挙区にまたがっている）
北部選挙区のサバーブ
- パーム・ビーチ（Palm Beach）
- ホエール・ビーチ（Whale Beach）
- クレアヴィル（Clareville）
- アヴァロン（Avalon）
- ビルゴラ・プラトー（Bilgola Plateau）
- グレート・マッケレル・ビーチ（Great Mackerel Beach）
- コースターズ・リトリート（Coasters Retreat）

グレート・マッケレル・ビーチとコースターズ・リトリートは、クー＝リン＝ガイ・チェイス国立公園の中にあるサバーブである。
中部選挙区のサバーブ
- ニューポート（Newport）
- モナ・ヴェイル（Mona Vale）……南部選挙区にまたがる。
- ベイヴュー（Bay View）
- チャーチ・ポイント（Church Point）
- イングルサイド（Ingleside）……南部選挙区にまたがる。
- エルヴィーナ・ベイ（Elvina Bay）
- ロヴェット・ベイ（Lovett Bay）
- スコットランド・アイランド（Scotland Island）

エルヴィーナ・ベイ、ロヴェット・ベイは、クー＝リン＝ガイ・チェイス国立公園に囲まれたサバーブ、スコットランド・アイランドは、ピットウォーターに浮かぶ小島である。
南部選挙区のサバーブ
- ワーリーウッド（Warriewood）
- ノース・ナラビーン（North Narrabeen）
- エラノーラ・ハイツ（Elanora Heights）

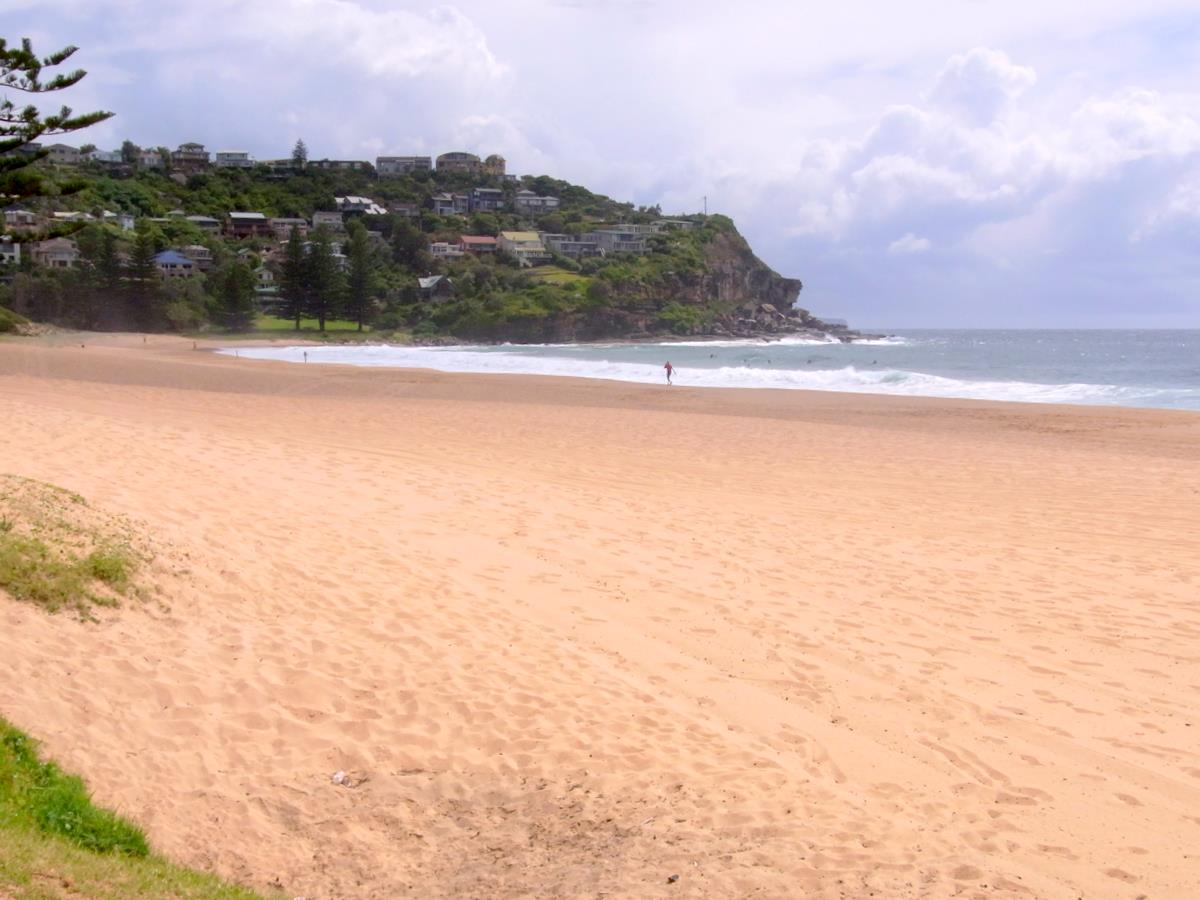
ホエール・ビーチ
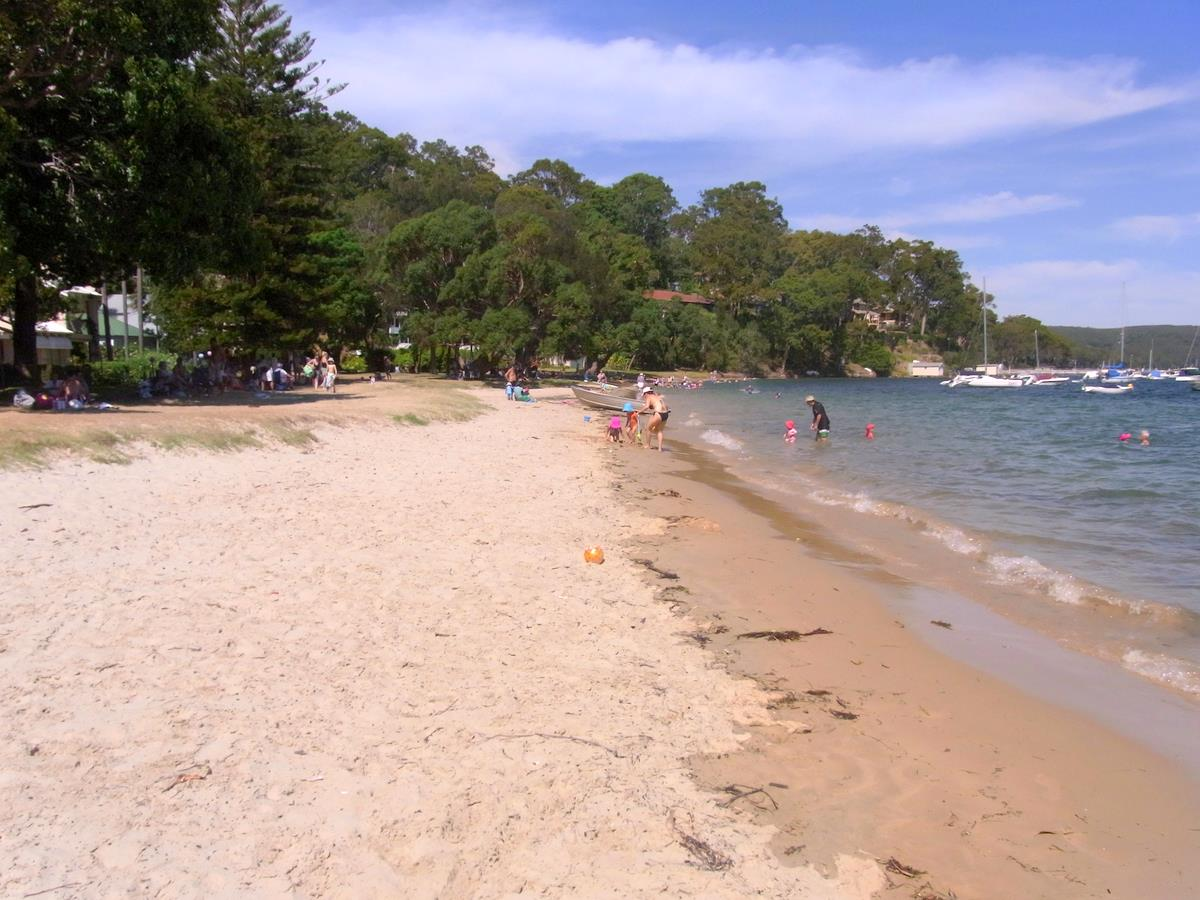
クレアヴィル・ビーチ
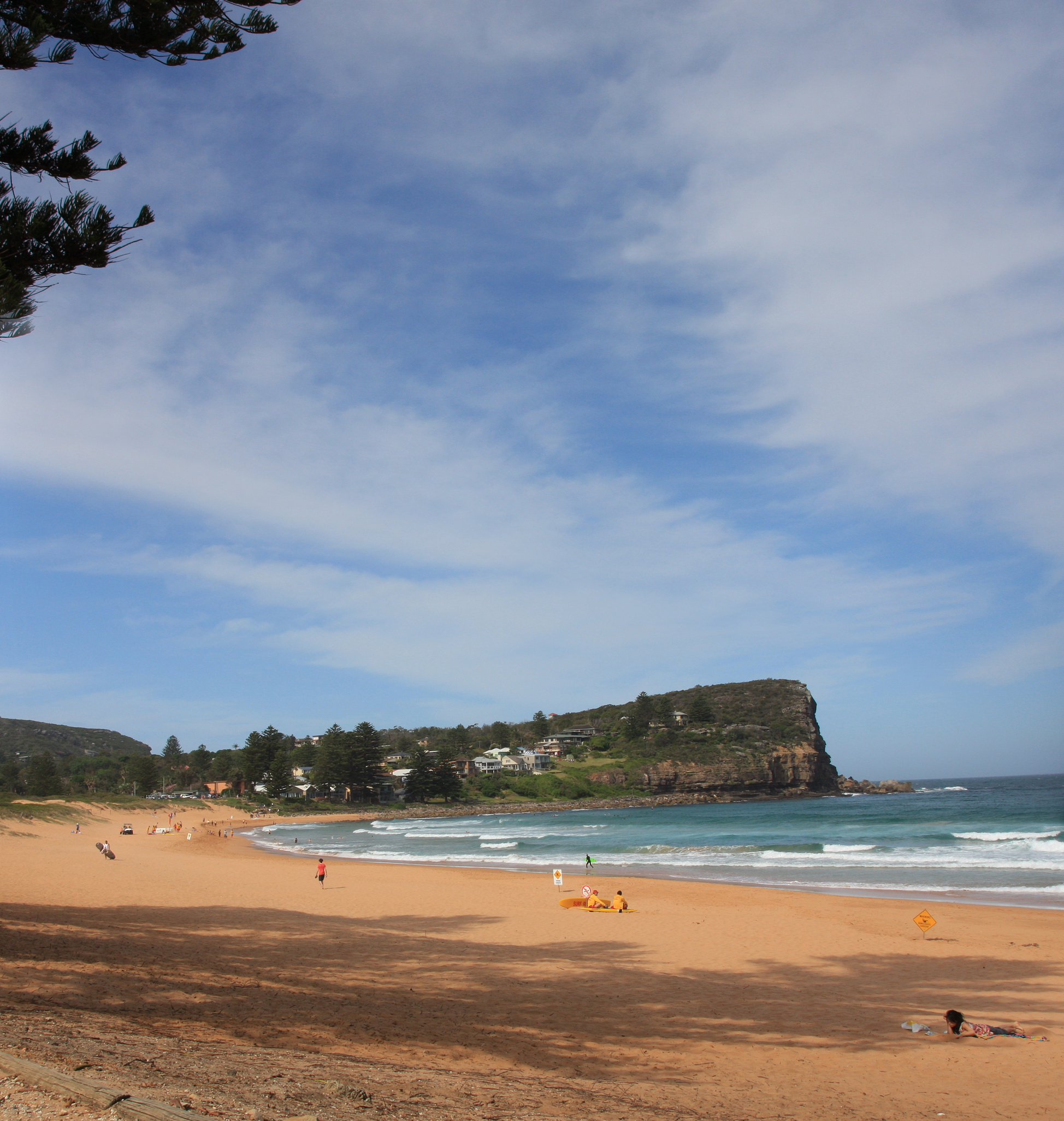
アヴァロン
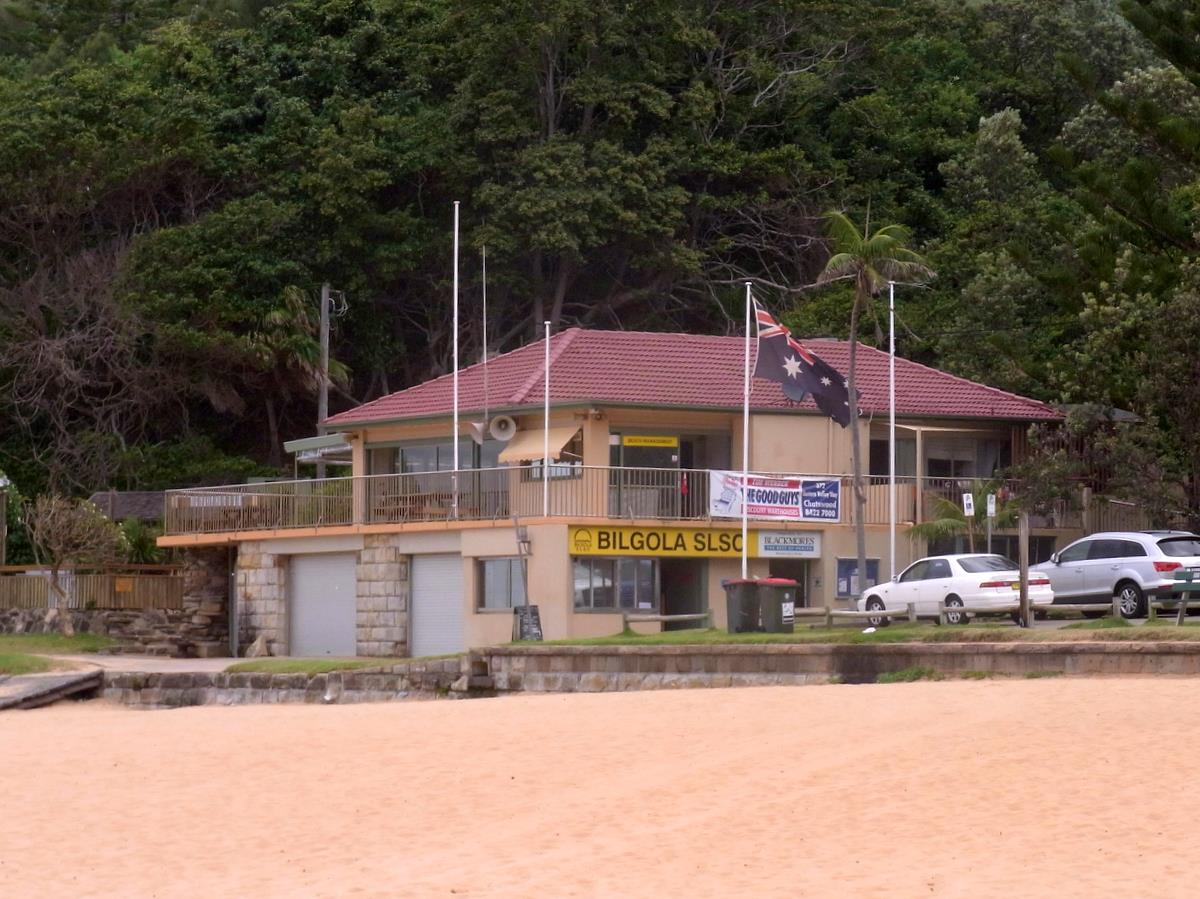
ビルゴラ・サーフ・ライフセービング・クラブ（ビルゴラ・プラトー）
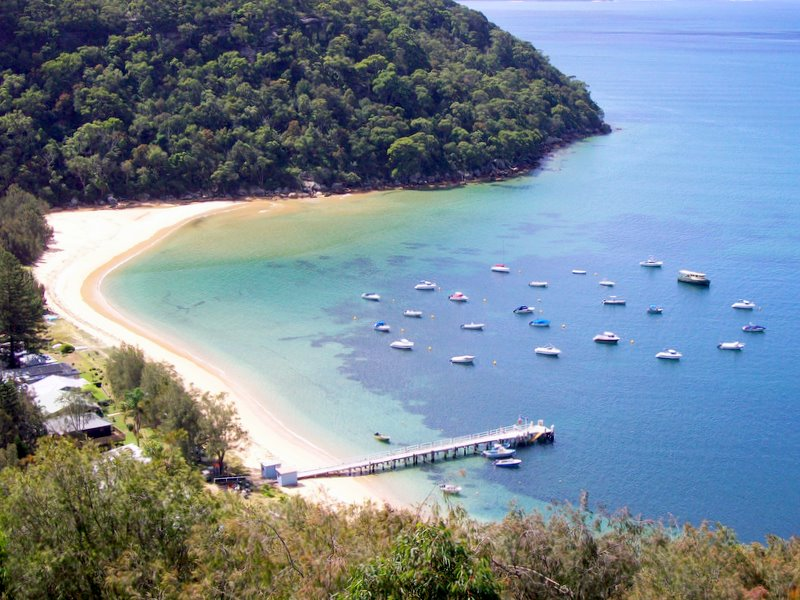
サザン・ヘッドランドからのグレート・マッケレル・ビーチの眺望
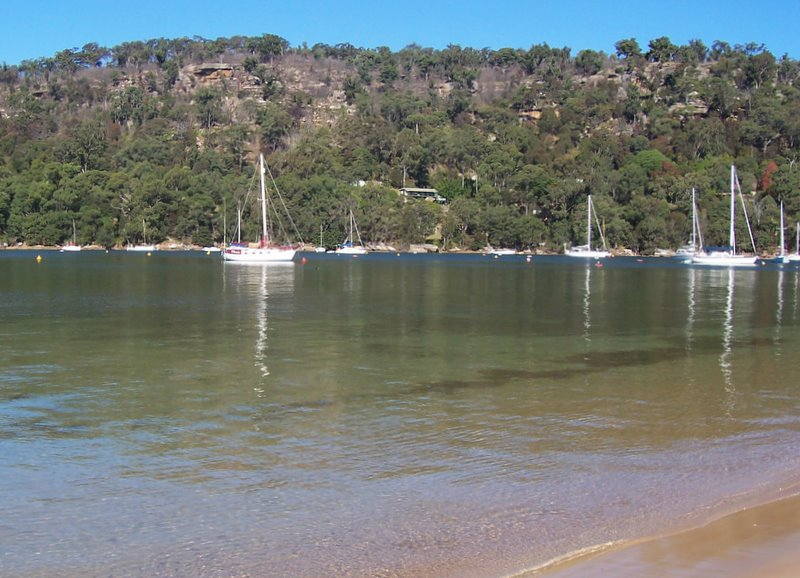
コースターズ・リトリート
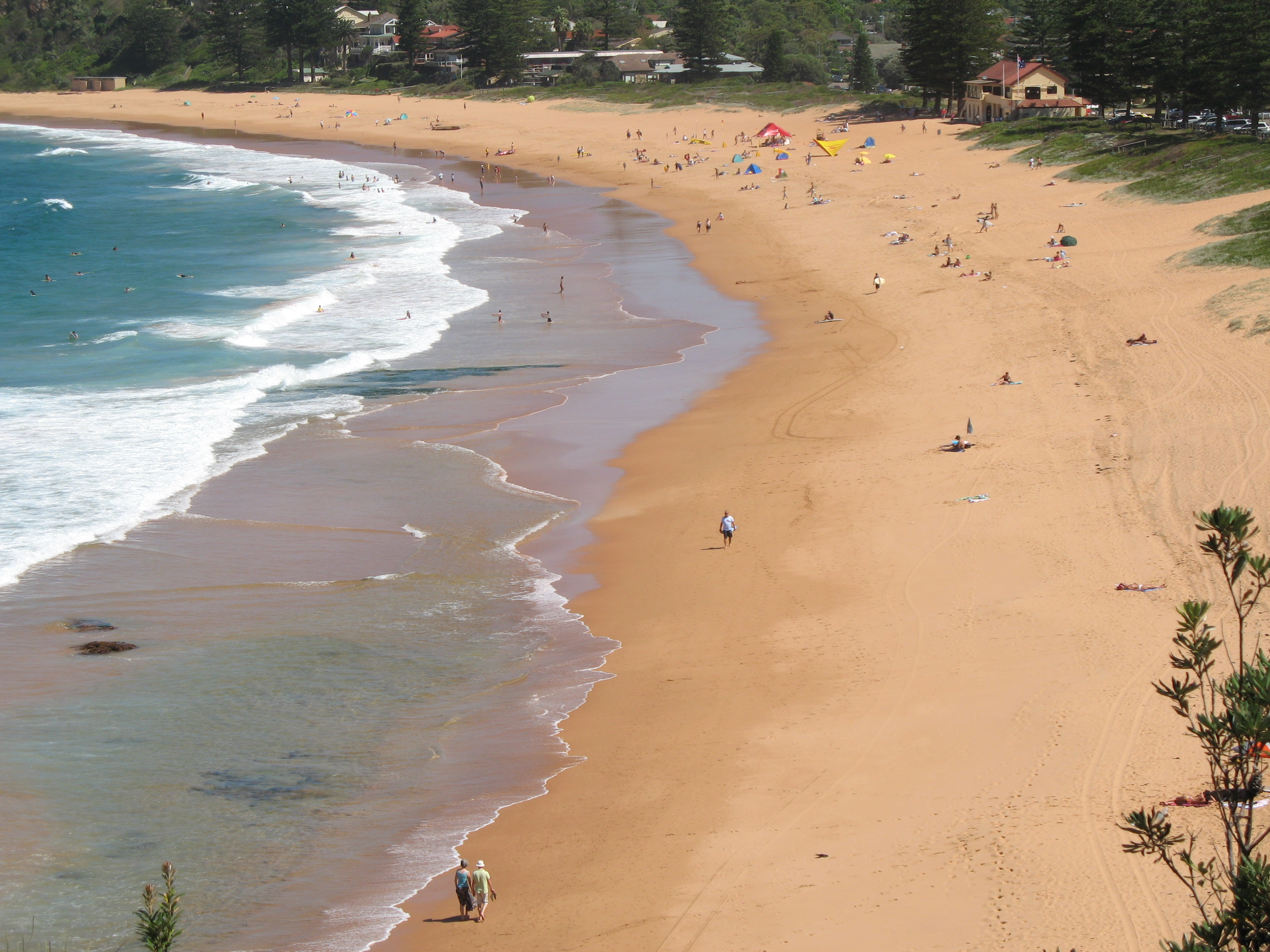
ニューポート・ビーチ
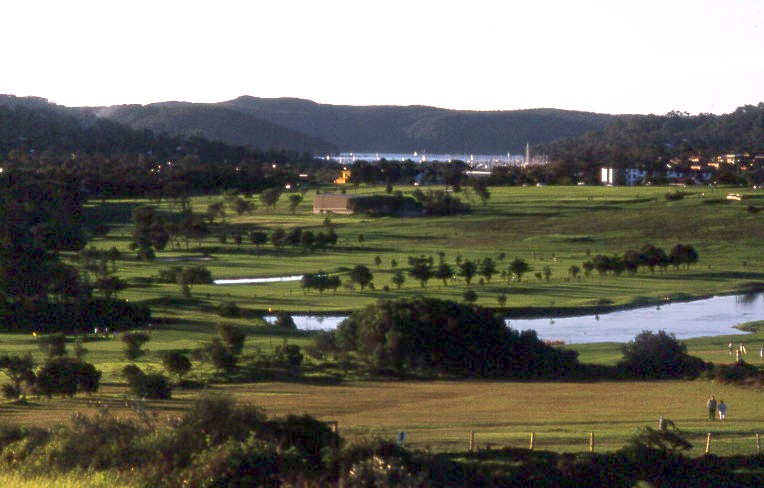
モナ・ヴェイル・ゴルフコース
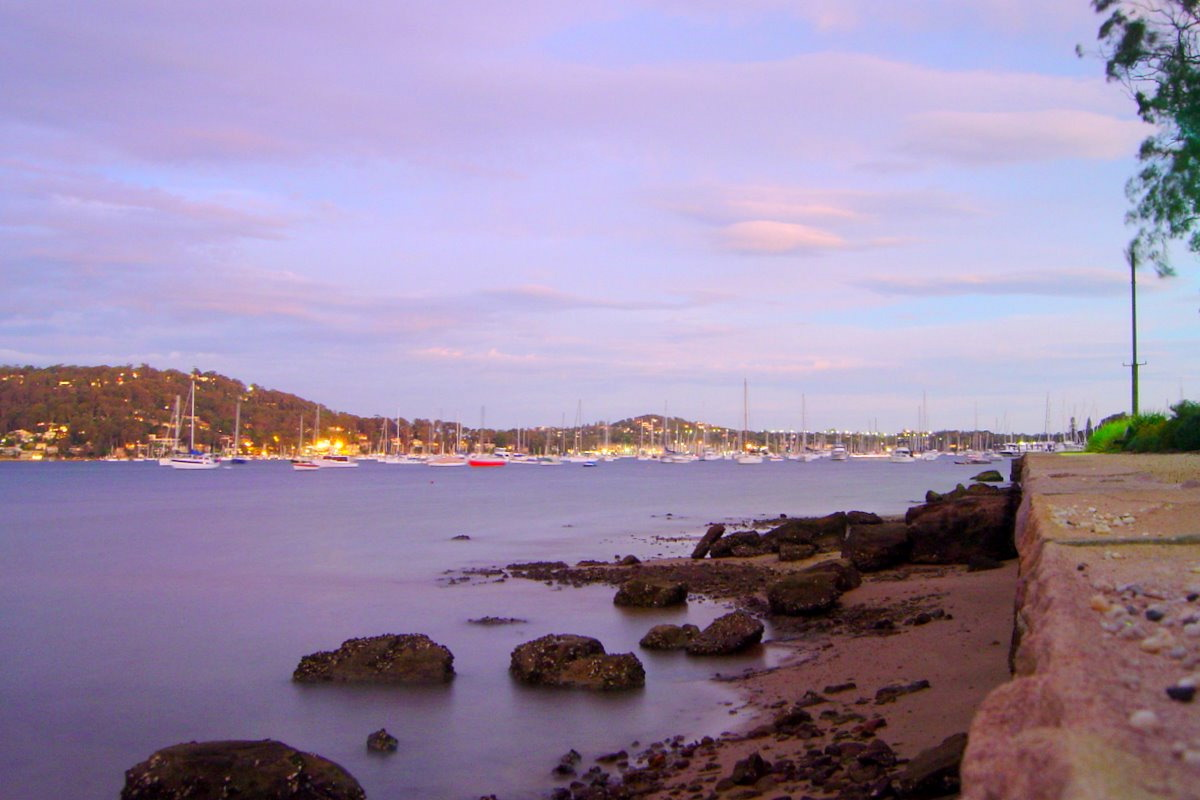
ベイヴュー
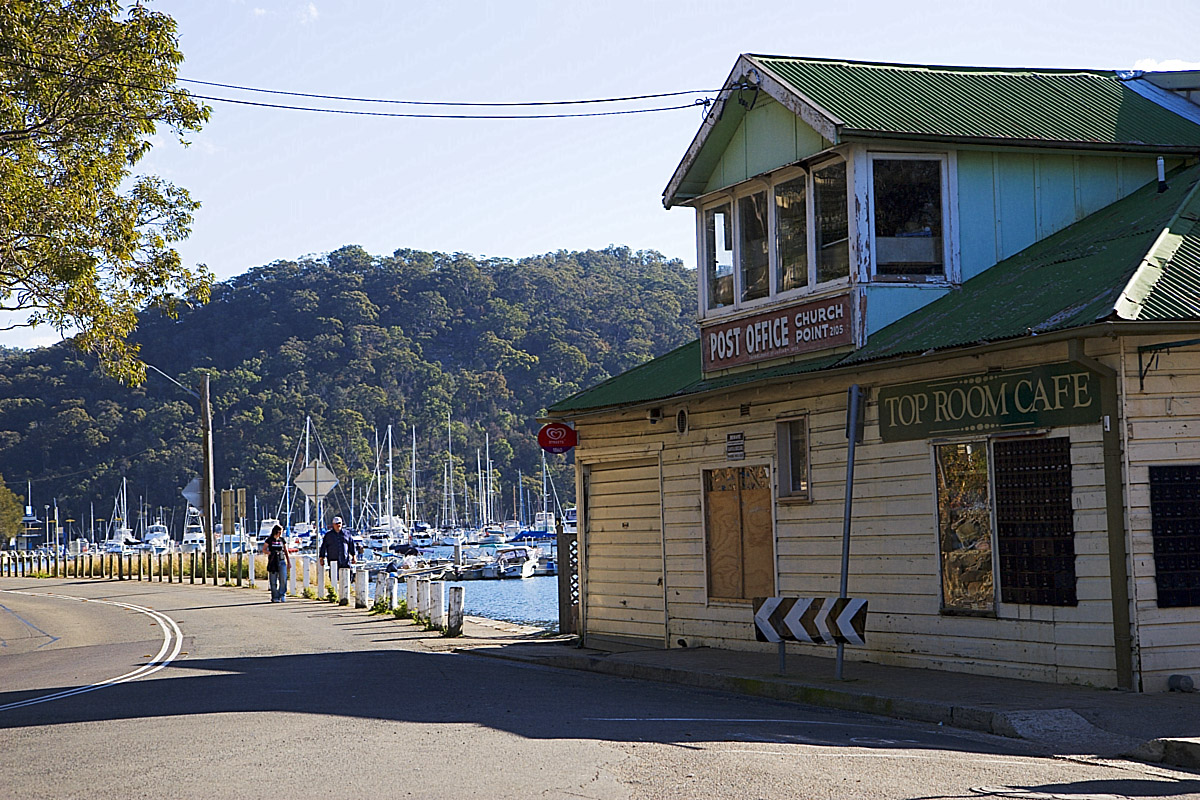
チャーチ・ポイント郵便局
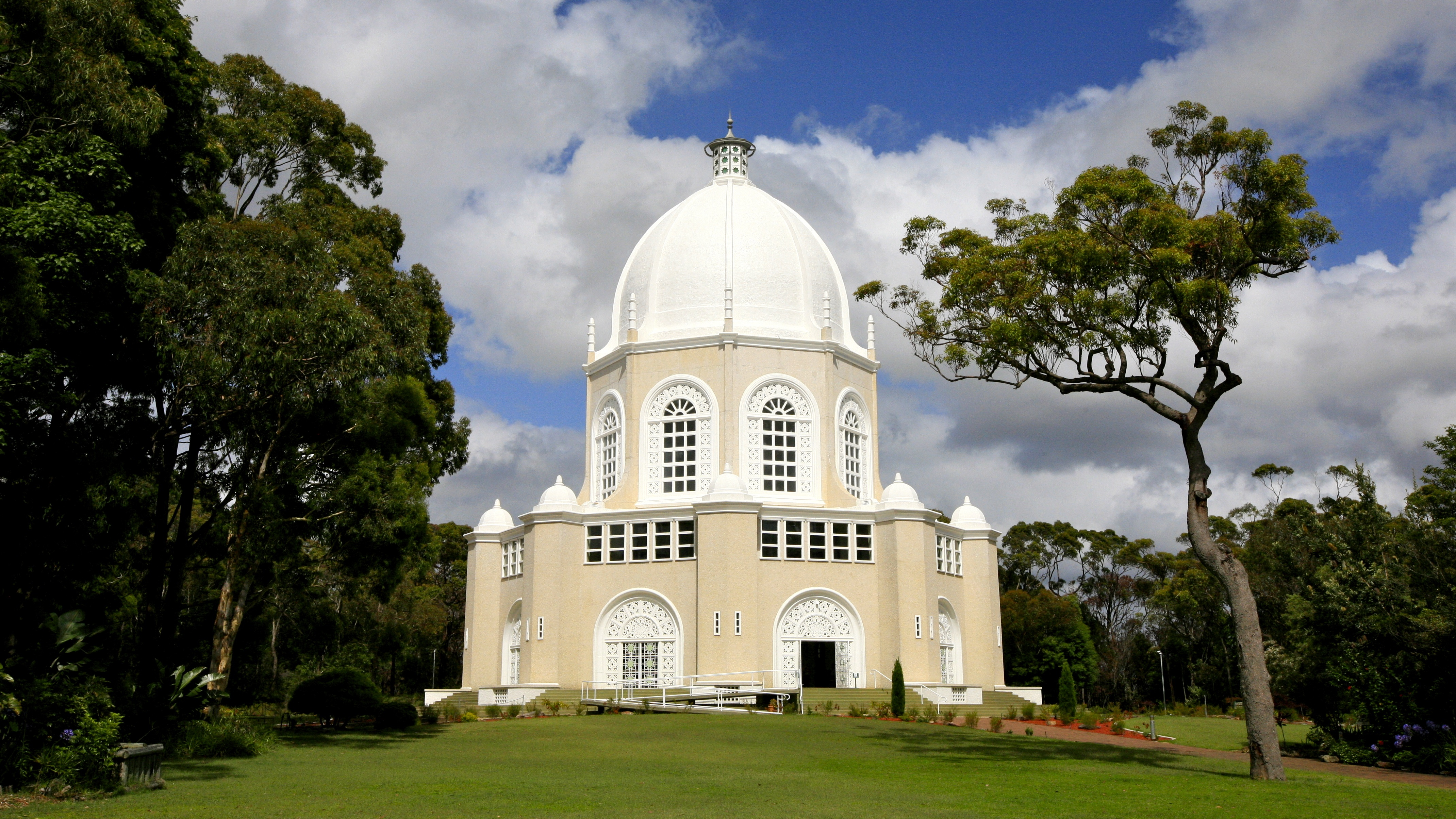
イングルサイドにあるバハイ教の寺院
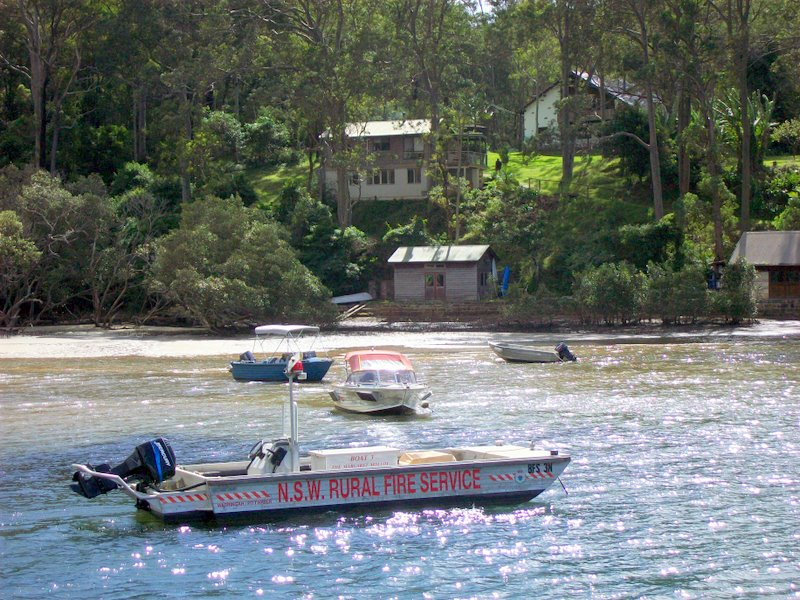
エルヴィーナ・ベイ
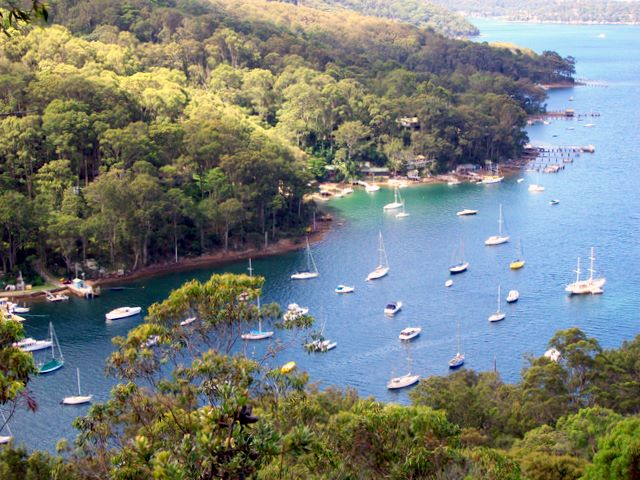
クー＝リン＝ガイ・チェイス国立公園から見たロヴェット・ベイ
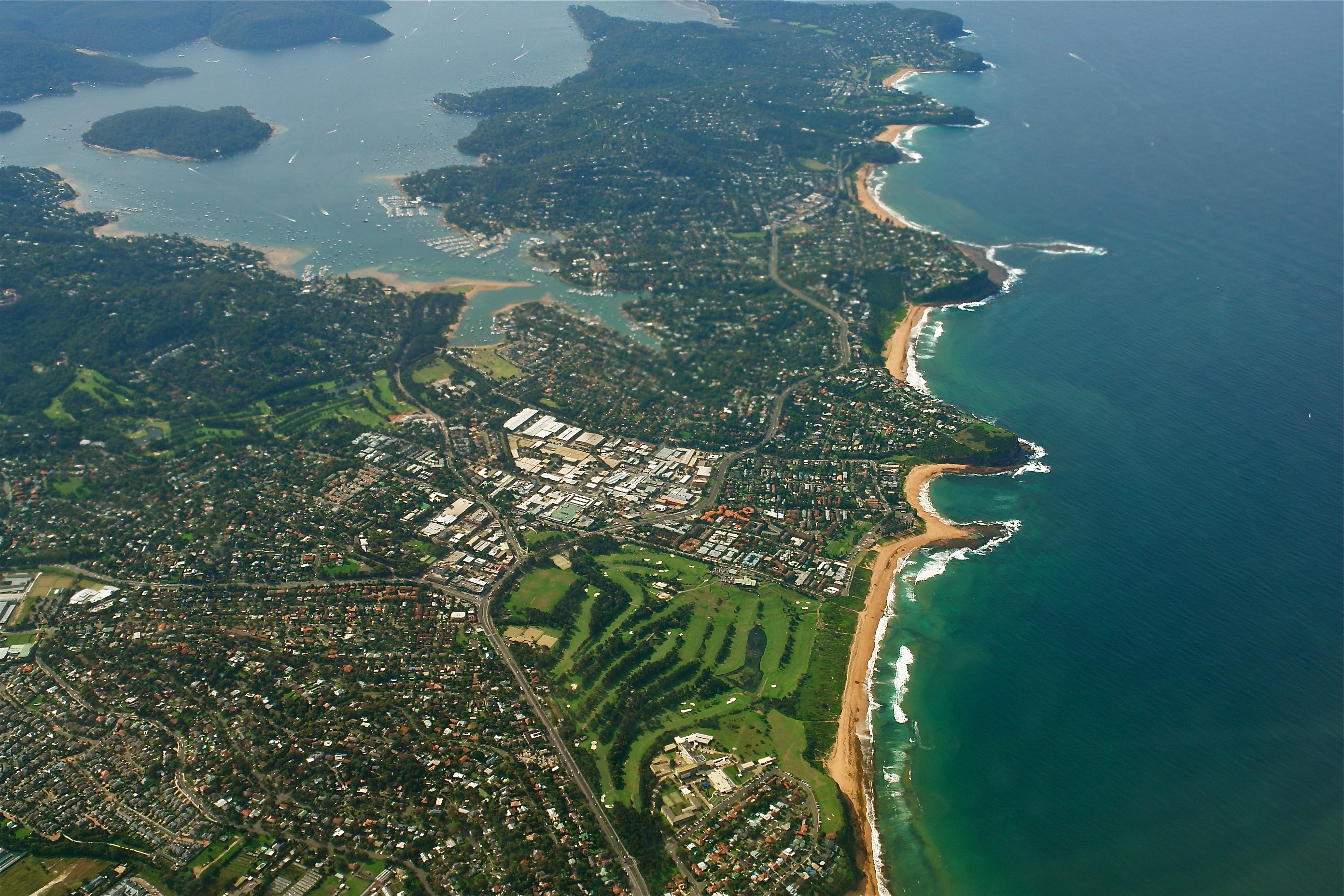
ピットウォーター・カウンシルの空撮。スコットランド・アイランドは左上の島
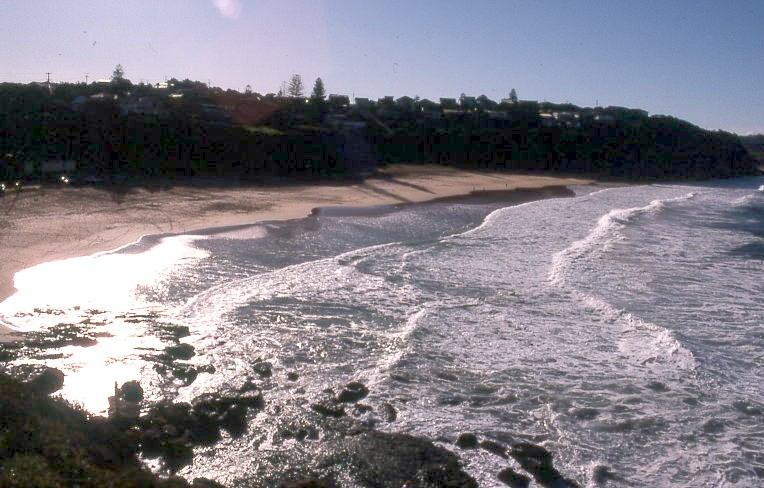
ワーリーウッド・ビーチ
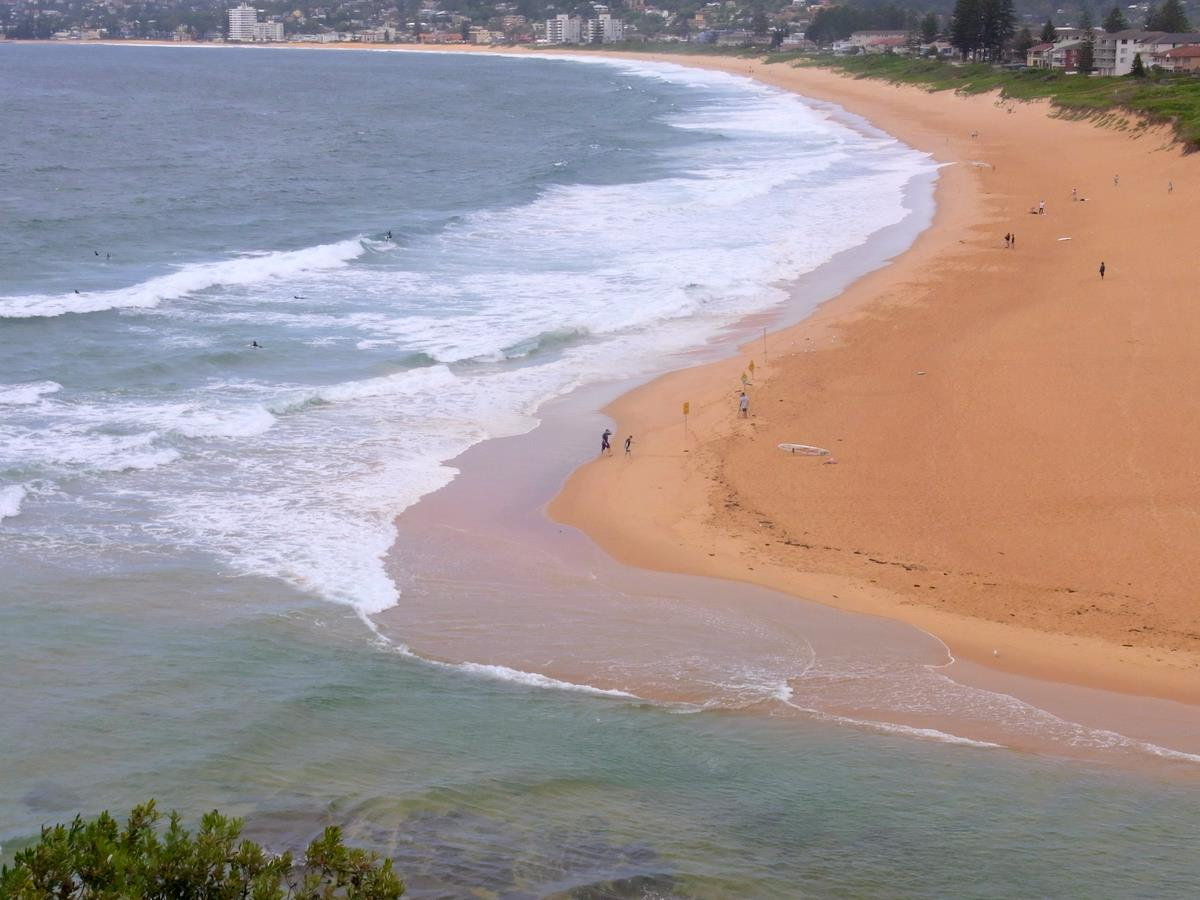
ノース・ナラビーン・ビーチ

## 議会
ホーンズビー・シャーの議会は、9人によって構成される。任期は4年。選挙区は3つで、それぞれの選挙区から3人が選出される。市長は、選挙後、最初の議会で9人の議員から選出される。最新の議会選挙は、2012年9月8日に実施された。無所属8議席、オーストラリア緑の党が1議席を獲得した。市長はJacqueline Townsend。残り3議席は無所属が獲得した。